# Ernő Nagy
Ernő Nagy (2 de agosto de 1898-8 de diciembre de 1977) fue un deportista húngaro que compitió en esgrima, especialista en la modalidad de sable. Participó en los Juegos Olímpicos de Los Ángeles 1932, obteniendo una medalla de oro en la prueba por equipos.

## Palmarés internacional
| Juegos Olímpicos | Juegos Olímpicos             | Juegos Olímpicos | Juegos Olímpicos  |
| Año              | Lugar                        | Medalla          | Prueba            |
| ---------------- | ---------------------------- | ---------------- | ----------------- |
| 1932             | Los Ángeles (Estados Unidos) | Medalla de oro   | Sable por equipos |